# Peregrinus Proteus
Peregrinus Proteus (griechisch Περεγρῖνος Πρωτεύς Peregrínos Prōteús; * um 100 in Parion in Mysien; † 165 in Olympia) war ein antiker griechischer Philosoph (Kyniker).

## Leben
Die meisten antiken Quellen sowie die moderne Literatur erwähnen und behandeln Peregrinus wegen seines von ihm inszenierten Feuertodes bei den Olympischen Spielen im Jahr 165. Theagenes, sein Fürsprecher in Lukians Schrift, verweist auf die kynische Tradition des Suizides (Herakles, Kalanos) und lobt Peregrinus als ehrenhaften Mann und übermenschliche Gestalt. Der Gegenredner, der Lukians eigene Position wiedergibt, unterstellt ihm hingegen „Ruhmsucht“ in seiner Absicht, sich in der Öffentlichkeit der Olympischen Spiele ins Feuer zu stürzen. Dieser Gegenredner wirft Peregrinus noch zahlreiche Vergehen vor, wie etwa den Mord an seinem Vater, Hochstapelei, Ehebruch und Päderastie. Allerdings kann man in diesem Fall von böswilligem Klatsch bei Lukian ausgehen. Unbestritten historisch hingegen ist Peregrinus’ zeitweilige Mitgliedschaft in einer christlichen Gemeinde in Palästina, seine Kritik am Kaiser mit anschließender Verbannung aus Rom und seine Hetzreden gegen die römische Herrschaft über Griechenland.
Als Kyniker lernte Peregrinus bei Agathoboulos in Ägypten. Fest datierbare Ereignisse im Leben des Peregrinus sind seine Auftritte bei den Olympischen Spielen. Im Jahr 153 n. Chr. kritisierte er dort den Bau einer Exedra mit abschließendem Nymphaeum durch das griechisch-römische Wohltäterpaar Herodes Atticus und Annia Regilla. Er behauptete, Olympia sei durch den Bau dieser Wasserleitung zum Niedergang verurteilt: Wer früher nach Olympia fuhr, sei sich der Gefahr bewusst gewesen, dort zu verdursten. Tatsächlich seien wegen des Wassermangels viele Besucher umgekommen; und wer Olympia nicht überlebe, um den sei es auch nicht schade. Die Wasserleitung führe nun dazu, dass man auf widernatürliche Art und Weise verweichliche. Während er diese Rede hielt, trank er, so Lukian, dazu zu allem Überfluss selbst aus dem geschmähten Brunnen. Nach harscher Kritik an der Rede, die beinahe in seiner Steinigung endete, musste er von den Spielen fliehen. 157 kehrte er zurück und lobte den Bau, eine Bestätigung für Lukians Vorwürfe, er sei wankelmütig und wetterwendisch gewesen.
165 bestieg er dann bei den Olympischen Spielen den Scheiterhaufen, um seine philosophische Lebensverachtung zu bezeugen, wohingegen Lukian, der Augenzeuge war, darin nichts anderes als Eitelkeit, Hybris und Inszenierung erblickte, da es Peregrinus nur um seinen Nachruhm gegangen sei. Zuvor hatte er eine Gruppe von Jüngern um sich geschart, die seine angeblich göttlich inspirierte Lehre nach seinem Tod verbreiten sollten; einer von ihnen gab später an, Peregrinus gesehen zu haben, nachdem dieser von den Toten auferstanden sei.

## Rezeption
Als literarische Figur taucht Peregrinus Proteus in Christoph Martin Wielands gleichnamigem Roman (1787/88) auf und heute wieder bei Peter Sloterdijk in dessen Kritik der zynischen Vernunft (1983).